# 路易吉医生&细菌扑灭
《路易吉医生&细菌扑灭》（中国大陆又译作）是任天堂和ARIKA为Wii U开发的益智游戏。游戏为eShop独占游戏，于2013年12月在北美，2014年1月在欧洲和日本发行.。

## 评价
《路易医生》获得中庸评价，在Metacritic收集的38个评论中，平均分为65/100。